# Prix Ludovic-Trarieux

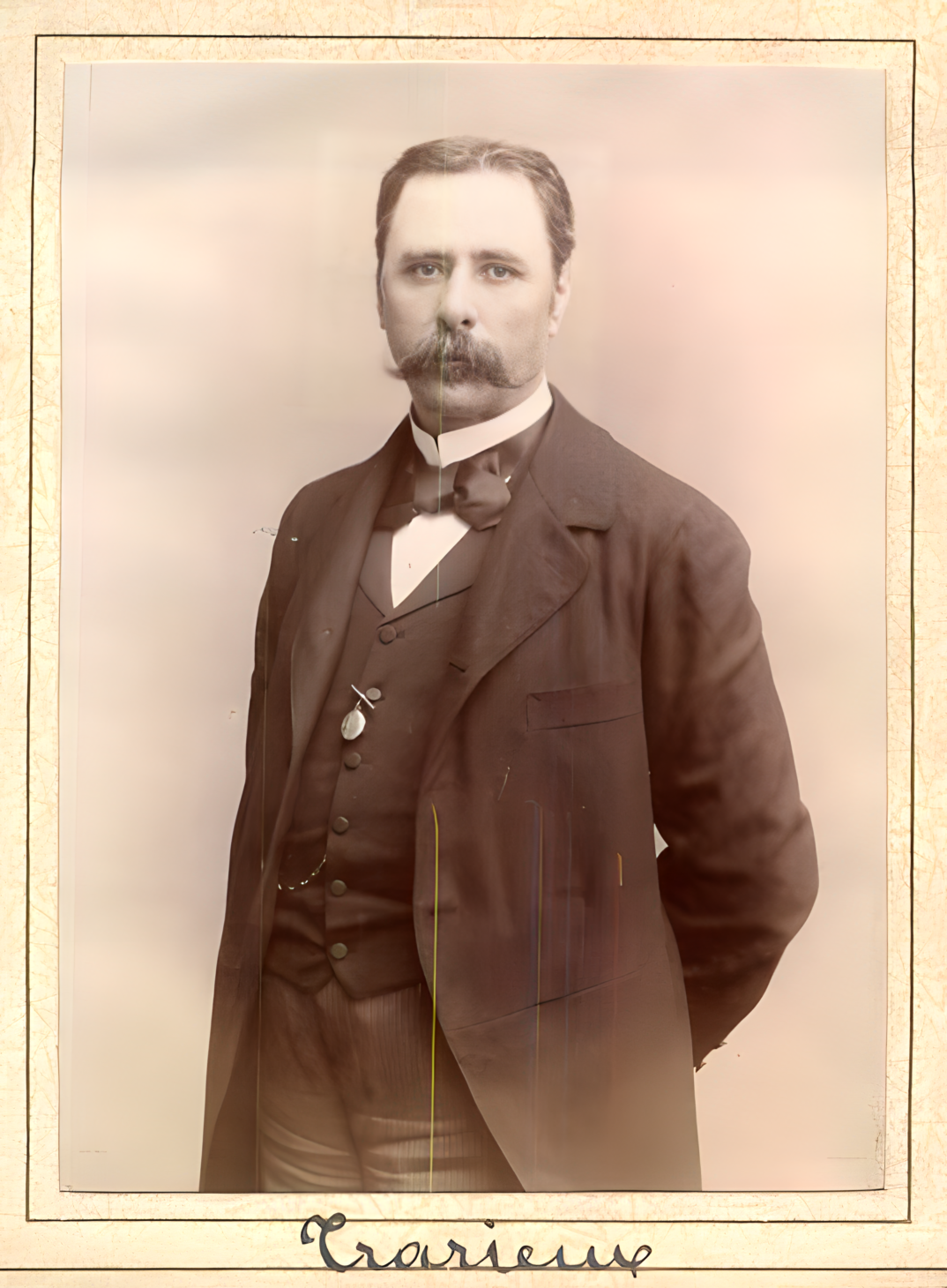
Ludovic Trarieux

Le prix Ludovic-Trarieux ou prix international des droits de l'homme Ludovic-Trarieux est un prix des droits de l'homme, créé le 27 février 1984, à Bordeaux, par l'avocat français Bertrand Favreau. D'abord biennal jusqu'à 2002, il est décerné chaque année conjointement par les Instituts des droits de l'homme des barreaux de Bordeaux, de Paris, de Bruxelles et de Rome, par l'Union Internationale des Avocats (UIA) ainsi que par l'Institut des droits de l'homme des avocats européens (IDHAE).
Exclusivement réservé à un avocat, il est décerné à « un avocat sans distinction de nationalité ou de barreau, qui aura illustré par son œuvre, son activité ou ses souffrances, la défense du respect des droits de l'homme, des droits de la défense, la suprématie du droit, la lutte contre les racismes et l'intolérance sous toutes leurs formes ».
Ce prix commémore l'action de Ludovic Trarieux (1840- 1904), avocat au barreau de Bordeaux, puis à Paris, ministre de la Justice (1895), fondateur, en 1898, en plein cœur de l'affaire Dreyfus, de la Ligue française pour la défense des droits de l'homme et du citoyen, qui est à l'origine de toutes les ligues créées depuis lors, dans ce domaine, de par le monde.
Il est représenté par une médaille de la Monnaie de Paris à l'effigie de Ludovic Trarieux, d'un diplôme et d'une somme d'argent.

## Histoire du prix
D'abord biennal, le premier prix Ludovic-Trarieux est attribué le 29 mars 1985 à Nelson Mandela, alors emprisonné depuis 23 ans en Afrique du Sud.
Le prix est remis officiellement, le 27 avril 1985, à Bordeaux, à sa fille Zenani Mandela lorsque Nelson Mandela est emprisonné depuis 23 ans.
Le 11 février 1990, Nelson Mandela est libéré. À partir de cette date, son créateur décida de l'attribution d'un nouveau prix à vocation européenne à partir de 1992.
Depuis 2003, le prix désormais annuel et surnommé « L'hommage des avocats à un avocat » est devenu l’hommage international à un avocat du monde. Il est décerné conjointement par l’Institut des Droits de l’Homme du Barreau de Bordeaux, l’Institut de formation en droits de l’Homme du Barreau de Paris, l’Institut des Droits de l’Homme du Barreau de Bruxelles, l'Unione forense per la tutela dei diritti dell'uomo (Rome), la Rechtsanwaltskammer de Berlin, l’Ordre  des Avocats du barreau de Luxembourg, l'Union internationale des avocats (UIA), et l’Institut des droits de l'homme des avocats européens (IDHAE), dont sont membres de grands barreaux européens investis dans les droits de l'homme au nombre desquels  le Conseil National des barreaux de Pologne (Varsovie). Il est remis aux lauréats alternativement dans une des villes ou chacun des instituts exerce son activité.
Le prix 2011 est décerné à Rome, le 30 mai, à l'avocat libyen, Fathi Terbil. Il lui a été remis le 1er décembre 2011 à Bruxelles, par Viviane Reding, vice-présidente de la Commission européenne chargée de la Justice, des Droits fondamentaux et de la Citoyenneté.
Le prix 2012 est décerné, le 30 mai 2011, à l'avocat turc Muharrem Erbey. Il lui est remis le 30 novembre 2012 à Berlin par Sabine Leutheusser-Schnarrenberger, ministre de la Justice de la République fédérale d'Allemagne.

## Jury du prix
Le jury est composé chaque année de 30 avocats au maximum désignés par les organes de défense des droits de l'homme de plusieurs grands barreaux européens. Il décerne le prix au cours d'un vote, après consultation des principales organisations non gouvernementales, barreaux ou associations à but humanitaire à travers le monde qui sont invités à désigner le (ou les) candidat(s) qui leur paraît (ou paraissent) répondre aux critères spécifiques d'attribution.

## Mention Spéciale du Jury
Depuis 2016, le jury décerne annuellement une "Mention spéciale du jury" exclusivement destinée à un barreau  qui a illustré par son action, son œuvre ou ses souffrances la défense des droits de l'homme. Ont été successivement distingués :
- 2017 - Balochistan Bar Council[5]
- 2018 - Barreau de Diyarbakir (Diyarbakir Barosu)[6],[7]
- 2019 - Barreau Central de Crimée (Адвокатская палата Республики Крым)
- 2020 - Barreau de Port au Prince
- 2021 - Barreau de Beyrouth
- 2022 - Barreau de Varsovie
- 2023 - Barreau de Tunisie
- 2024 - Law Society of North Ireland

## Lauréats du prix Ludovic-Trarieux
- 1984 : création (pas d'attribution).
- 1985 : Nelson Mandela, Afrique du Sud
- 1992 : Augusto Zúñiga Paz, Pérou
- 1994 : Jadranka Cigelj, Bosnie-Herzégovine
- 1996 : conjointement Nejib Hosni, Tunisie et Dalila Meziane, Algérie
- 1998 : Zhou Guoqiang, Chine
- 2000 : Esber Yagmurdereli, Turquie
- 2002 : Mehrangiz Kar, Iran
- 2003 : conjointement Digna Ochoa et Bárbara Zamora, Mexique
- 2004 : Aktham Naisse, Syrie
- 2005 : Henri Burin des Roziers, France, Brésil[8]
- 2006 : Parvez Imroz, Inde
- 2007 : René Gómez Manzano, Cuba
- 2008 : U Aye Myint, Birmanie
- 2009 : Beatrice Mtetwa, Zimbabwe[9]
- 2010 : Karinna Moskalenko, Russie[10],
- 2011 : Fathi Terbil, Libye[11] (remis le 1er décembre 2011 à Bruxelles par madame Viviane Reding.).
- 2012 : Muharrem Erbey, Turquie[12] (Remis  le 30 novembre 2012 à Berlin.).
- 2013 : Vadim Kuramshin, Kazakhstan[13].
- 2014 : Mahienour Al-Massry, Égypte (prix remis[14] à Florence, en Italie, le 31 octobre 2014 lors du congrès de l'Union internationale des avocats)[15].
- 2015 : Waleed Abu al-Khair, (Arabie saoudite)[16]
- 2016 : Wang Yu, (Chine)[17]. Après avoir été officiellement libérée le 1er août 2016, elle a déclaré dans une déclaration télévisée refuser le prix[18]
- 2017 : Mohammed al-Roken, Émirats arabes unis[12],
- 2018 : Nasrin Sotoudeh, Iran [19].
- 2019 : Rommel Duran Castellanos, Colombie
- 2020 : Ebru Timtik et Barkin Timtik, Turquie
- 2021 : Freshta Karim, Afghanistan
- 2022 : Arminsalar Davoudi, Iran
- 2023 : Yulia Yurhilevich, Belarus
- 2024 : Ywet Nu Aung, Myanmar